# A vándorló bánya titkai

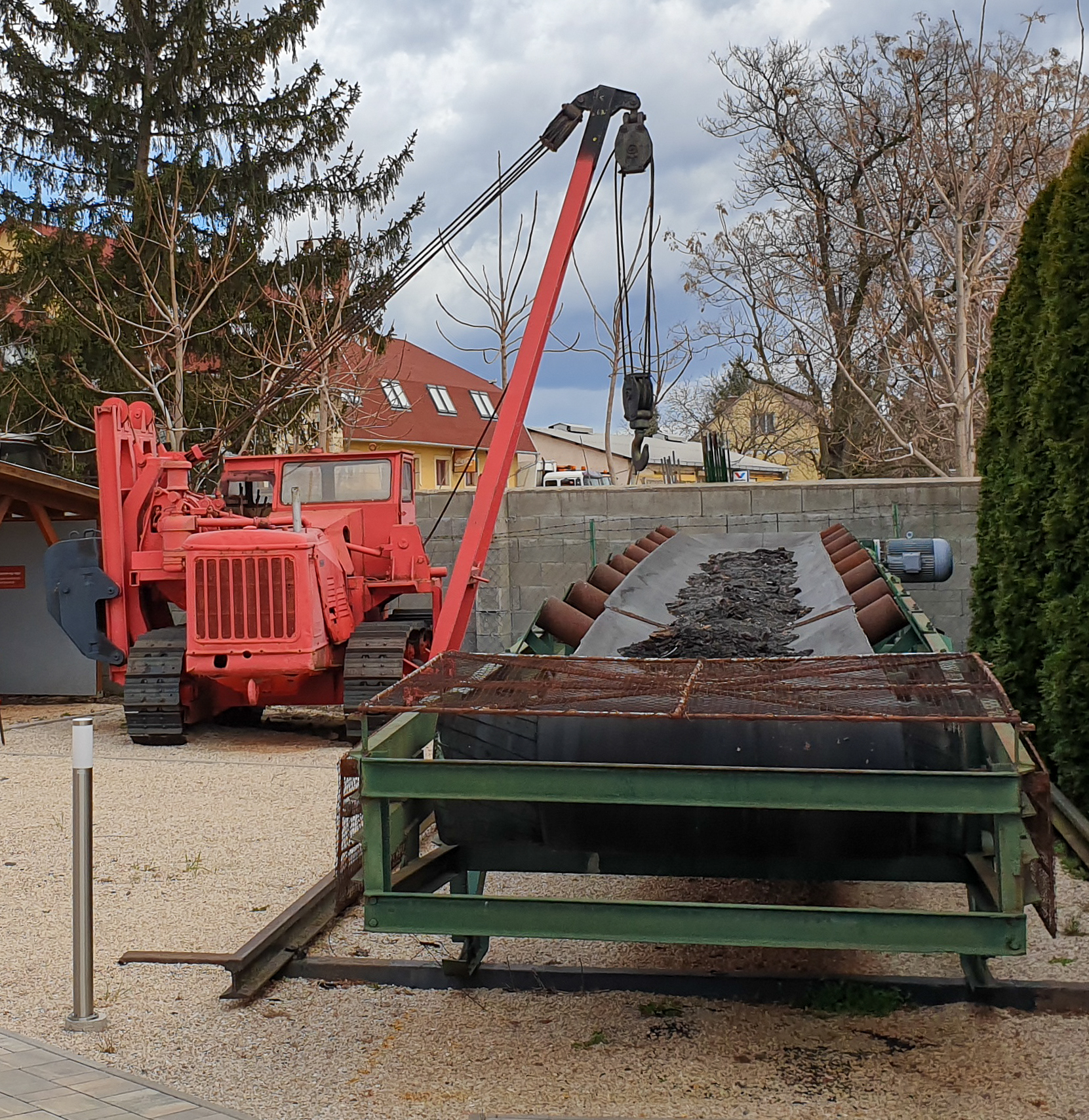
Rakodógép, szállítószalag

A vándorló bánya titkai elnevezésű bükkábrányi bányászati állandó kiállítás a község környékén folytatott külszíni fejtés érdekességeit mutatja be. A kiállítás épülete és szabadtéri bemutató helye a település nyugati szélén, a 3-as főút mentén helyezkedik el.

## Gyűjteményei
A lignitbánya Bükkábrány térségében hatalmas, legyező alakú nyomot váj a földbe. Ez a legyező az egyik oldalon folyamatosan nyílik, a másikon pedig visszazárul és a területet rekultiválják. A gépek előrehaladása előtt a régészek átkutatják a területet. Így elmondható, hogy itt folyik Magyarország legnagyobb kiterjedésű ásatása. Az ásatások általános jellege miatt a legkülönbözőbb természettudományos és történelmi témájú leletek kerülnek felszínre.
A múzeum a régészeti feltárás során előkerült leletek egy részét mutatja be főépületében. Az épület melletti szabad téren pedig nagyméretű bányászati berendezések, gépezetek tekinthetők meg.

### A legérdekesebb leletek
Itt került elő 60 méteres mélységből a 16 darab, 7 millió éves mocsárciprus, amelyek fényképei bejárták az egész világot. A töredékességükben is óriási, 4-6 méter magas, 1,5-3 méter átmérőjű törzsek a szakemberek szerint a magyar földtani és ősnövénytani kutatások történetének egyik legszebb leletegyüttesét alkotják. Néhány közülük az Ipolytarnóci Ősmaradványok Természetvédelmi Terület kiállításán tekinthető meg. Ezek a fák nem szenesedtek el, nem kovásodtak meg, sejtszerkezetük alig roncsolódott, szerves anyag maradt. Tartósításuk nagy kihívás volt a kutatók számára, akik most a 300-400 évesen elpusztult fák évgyűrűiből következtethetnek a felső-miocén kor éghajlatára, és sok más információt is hordoznak. Ezeknek az egykori Pannon-tenger partján élő mocsárciprus- és mamutfenyő erdőségek faanyagából keletkezett a Mátra és a Bükk-vidék lábainál található lignitkészlet.
Leletmentő ásatásaik során a régészek jelentős újkőkorszaki leleteket is találtak. A kiállításon bemutatott neolit edény oldalát díszítő plasztika egy szarvasmarhát ábrázol. Az i. e. 4. évezred közepéről egy kőrézkori kocsimodell került elő. Az i. e. 2. évezred első feléből olyan kerámiatál került elő, amely az itt elterülő korabeli települések nagyon szabályos alaprajzát, térben megfigyelhető helyzetüket mutatja be szinte mérnöki pontossággal.
2014-ben került elő fémkeresős kutatás révén egy késő bronzkori kincslelet. A bronztárgyakat egykor egy korabeli út mentén rejtették el későbbi felhasználás céljára. A lelet egyszerű tárgyakat – két tokosbalta, fűrészek töredékei, ruhatűk és árak töredékei, egy ép ruhatű, egy nagyméretű, ép karika, karikatöredékek, kettő kisméretű olvadt bronzrög – tartalmaz.
A szkíták és szarmaták korából, az i. e. 6–5. századból származik a múzeum egyik kincse, egy farkast és vadkant ábrázoló szarvasagancs amulett. A kelta korból a kor „világvalutája", a philippeus tetradrachma került elő. 
Bükkábrányban – öt különálló temetőben – 263 szarmata sírt tártak fel. Ezekben díszes díszes női viseletet, sok gyönggyel kivarrt ruhadarabok nyomait találták meg. Sikerült megtalálni Csörsz árka nyomait is, e védműrendszer egy része a mai Vatta és Bükkábrány községek közötti határ is egyben. Itt tárták fel az Árpád-kori Olaszegyháza, Északkelet-Magyarország legnagyobb korabeli településének maradványait, földbe mélyített gödörlakásokat is. 
A Bükkábrány határában lefutó Csincse-patak két partján megtalálták a mezőkeresztesi csata nyomait, kőből faragott török ágyúgolyókat, ólomból öntött muskétagolyókat. A stockholmi királyi levéltárban őrzik a mezőkeresztesi csata helyszínéről rajzolt térképet. A térképen bejelölték Alsó-Ábrány templomát is. Ebből kiderül, hogy Alsó-Ábrány temploma a mai Kálvária-dombon lévő temető közepén volt.

## A kiállítás megnyitása
Az Európai Unió támogatásával készült állandó kiállítás 2020. július 10-én nyílt meg. A Covid19-pandémia miatt az épület ősztől nem fogadhatott látogatókat, de a kültéri kiállítás szabadon megtekinthető.

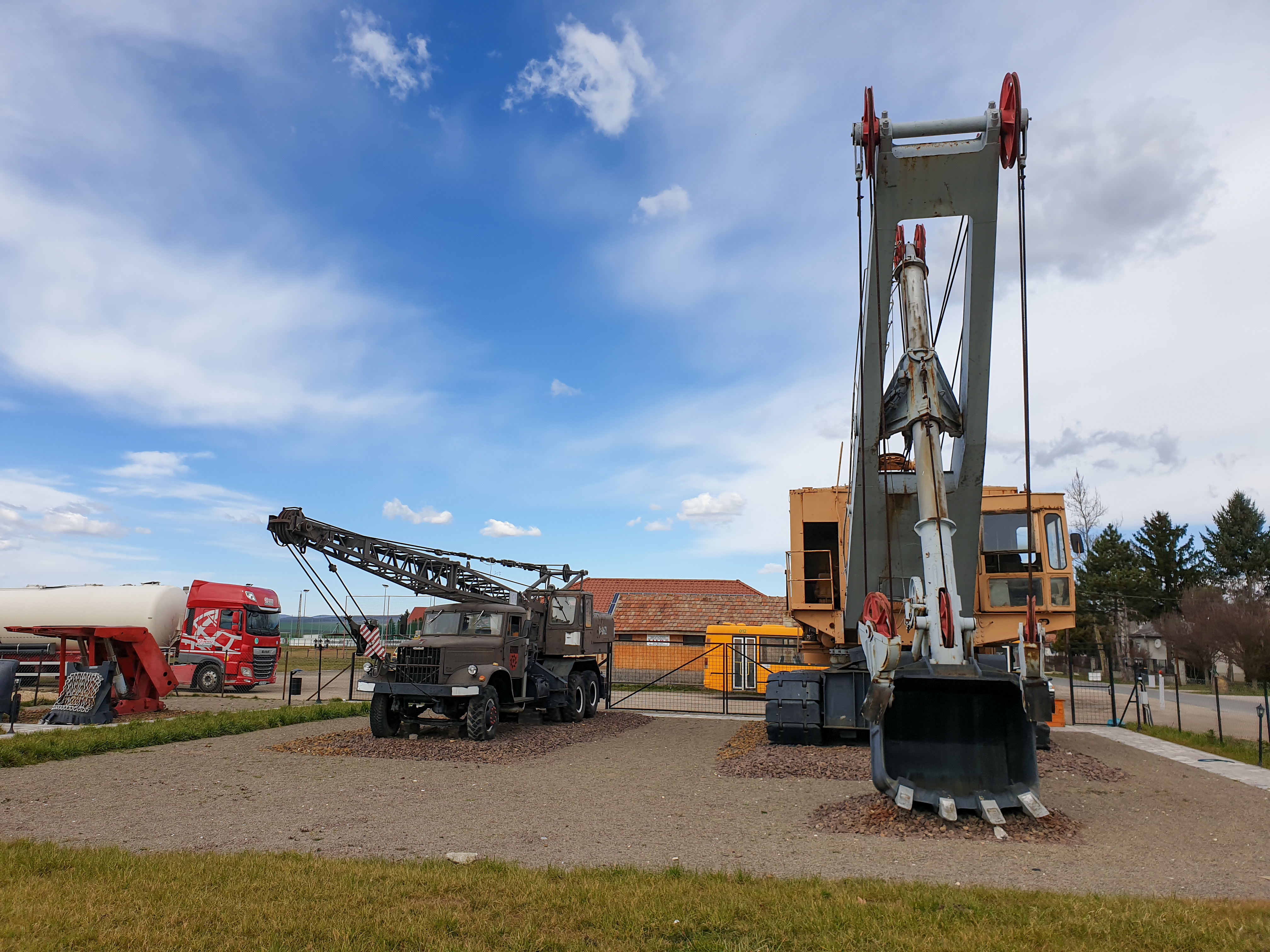
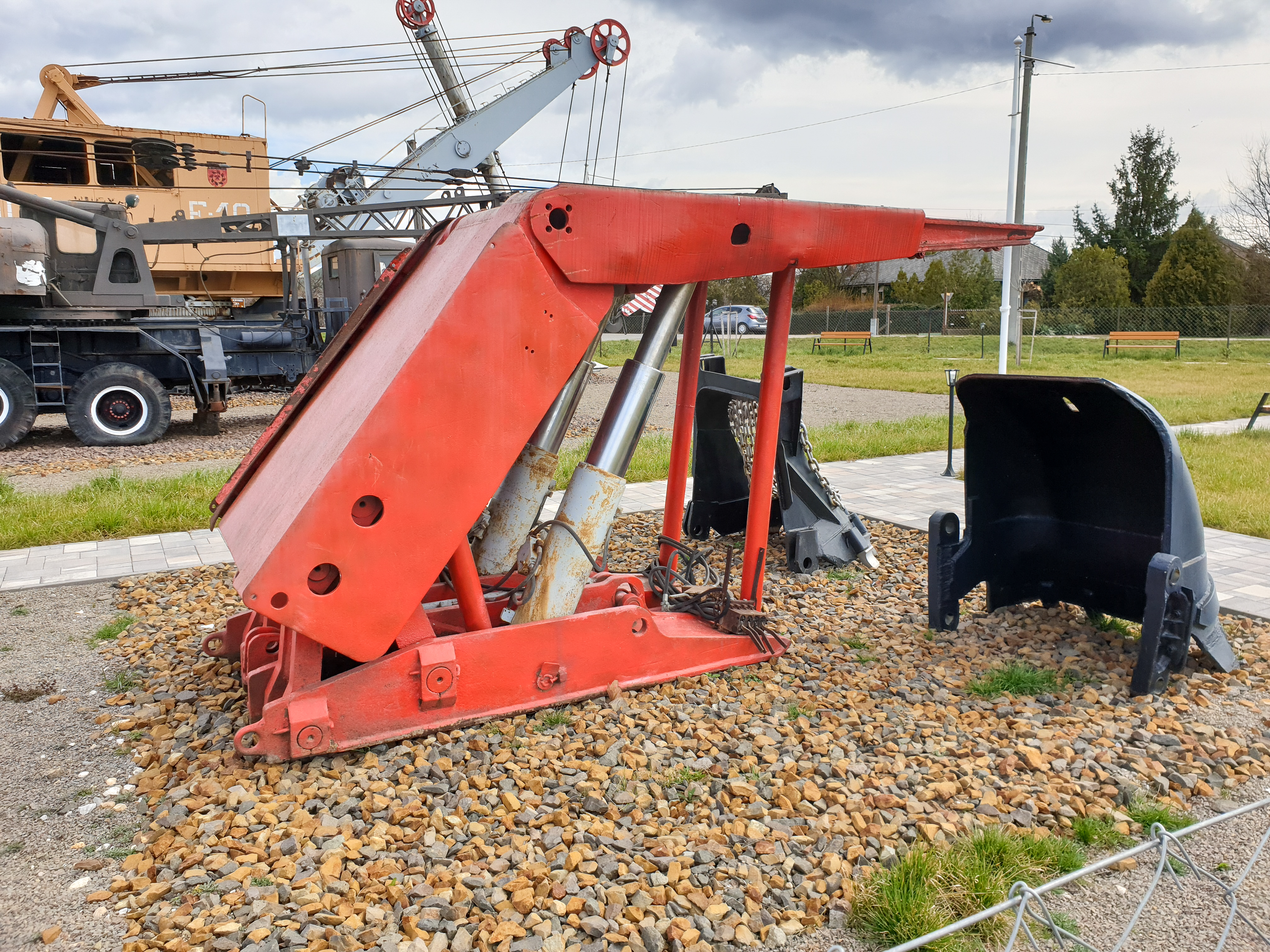
Mélyművelésű bánya páncélpajzsa. Ezt a fajta gépezetet Ursitz József magyar mérnök találta fel 1959-ben, amiért Kossuth-díjat is kapott.
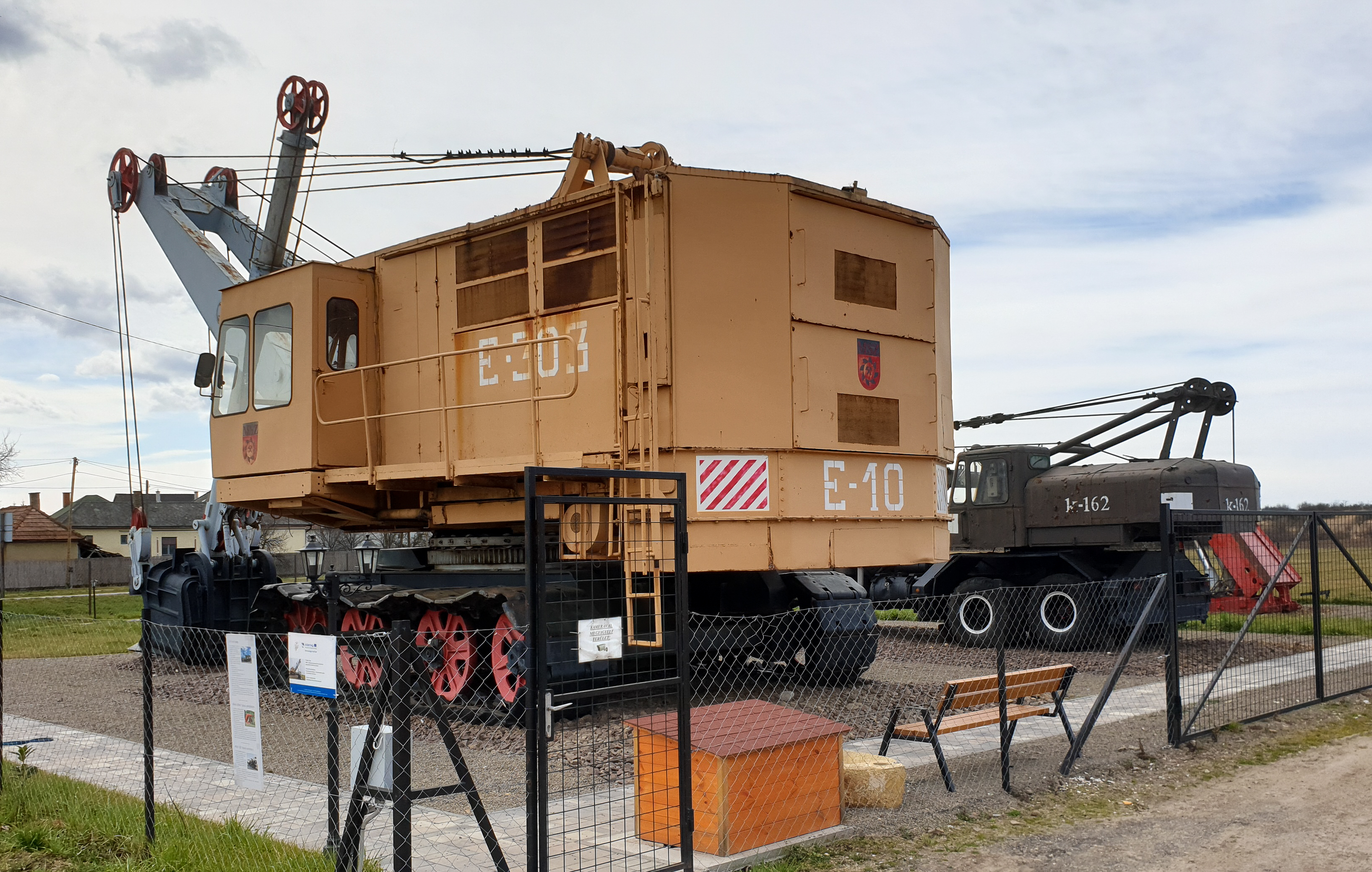

## Forrás
- Az állandó kiállítás honlapja